# Lonesome Luke's Lively Life
Lonesome Luke's Lively Life er en amerikansk stumfilm fra 1917.

## Medvirkende
- Harold Lloyd - Lonesome Luke
- Bebe Daniels
- Snub Pollard
- Bud Jamison
- Sidney De Gray